# نونان
نونان(به انگلیسی: Nonane) یک ترکیب آلی از دسته آلکان ها با نه اتم کربن است.